# Музей А. Л. Штиглица
Музей А. Л. Штиглица (Музей прикладного искусства СПбГХПА) — памятник архитектуры. Расположен в Санкт-Петербурге, современный адрес дома — Соляной переулок, 15. Построен рядом со зданием Центрального училища технического рисования.

## История

### Предыстория
В начале XVIII века на территории была Партикулярная верфь, созданная для строительства и ремонта баркасов и лодок. Она существовала до конца 1730-х годов, от комплекса сохранилась Пантелеимоновская церковь. В конце XVIII века на территории построили амбары для соли и вин, место стало известно как Соляной городок. В конце XIX века амбары разобрали, на их места построили здание Всероссийской промышленной выставки, позднее — Сельскохозяйственный музей. В 1879—1881 годах вдоль Соляного переулка было построено здание Центрального училища технического рисования, в котором 29 декабря 1881 года на втором этаже был открыт музей. По мере его роста потребовалось отдельное здание.

### Строительство
Месмахер спал по четыре часа в сутки. С раннего утра на стройке до хрипоты перекликался с рабочими, часами толковал с учениками, расписывающими потолки, покрывавшими резьбой и мозаикой панели, забегал в мастерскую, отведённую ученицам, выпиливающим портреты по рисункам, сделанным с исторических образцов. И всё это сверх работы по самому училищу.
Музей проектировал М. Е. Месмахер, первый директор Центрального училища технического рисования и профессор архитектуры. Совет училища дал ему поручение 14 января 1885 года, общий план был одобрен 1 февраля. В марте Месмахер поехал изучать европейские музеи прикладного искусства, и представил свой проект по возвращению. Музей строили с 26 апреля 1885 по 1895 год, к моменту его открытия в нём было более 15000 произведений искусства, причём после декабря 1886 года коллекция пополнялась чуть менее активно из-за затрат на строительство — и возведение нового здания, и закупка экспонатов оплачивались с процентов от завещанного бароном А. Л. Штиглицем капитала (9 млн руб. серебром). На строительство было потрачено 300 тысяч рублей, причём по уставу училища его годовое содержание составляло 40 тысяч рублей, поэтому был использован неприкосновенный капитал с возвратом суммы банку за три года. Было создано 350 рабочих чертежей, калек, шаблонов и моделей; они считались утраченными, но были обнаружены в 1982 году. В благодарность за работу совет училища распорядился выплатить Месмахеру 50 тысяч рублей.
Открытие музея состоялось 30 апреля 1896 года в присутствии императорской семьи, с участием в празднике И. Е. Репина, К. С. Петрова-Водкина, А. А. Рылова, А. П. Остроумова-Лебедева, Д. В. Григоровича.

### Использование
Музей был открыт для широкой публики и быстро стал одним из самых посещаемых музеев города, в Большом Выставочном зале регулярно проводились выставки. Это был первый в Петербурге и единственный в России музей декоративно-прикладного искусства. С 1898 года Дягилев выставлял в нём произведения «Мира искусства». Из-за революции 1905 года и участия в ней студентов училища музей был закрыт до февраля 1909 года. Во время Первой мировой войны в музейных залах открылись мастерские Красного креста по производству противогазов и бинтов (были закрыты в 1917 году), некоторые помещения использовались как склады. В октябре 1915 года обсуждалась эвакуация экспонатов, они были упакованы и так хранились несколько лет.
К 1922 году в здании было освобождено 12 залов. Так как училище было объединено с Академией художеств, музей стал работать независимо от него. Коллекция пополнялась из бывших частных собраний и из других музеев. В 1923 году музей был передан Эрмитажу, был открыт для посещения с 16 декабря, с 1925 года получил название Первого филиала Эрмитажа. Экскурсии проходили раз в неделю, первая выставка после перерыва была организована 9 ноября 1924 года.
В 1926 году было принято решение закрыть Первый филиал и создать на его месте Сельскохозяйственный музей; решение было отменено вмешательством А. В. Луначарского. Новое постановление о закрытии музея появилось в июля 1927 года, но некоторое время он ещё работал, хотя экспонаты передавались музею Академии художеств и другим музеям, а также во Всесоюзное объединение по экспорту «Антиквариат»; собственная коллекция прекратила существование.
В 1930-х годах в здании работали Кустарно-промышленный техникум, Международная выставка научных приборов, Государственный музей строительства и городского хозяйства (Музей города). К 1940 году единственным владельцем здания стал Государственный Эрмитаж.
В 1943 году, после прорыва блокады Ленинграда, было решено открыть училище по архитектурной отделке зданий; с 5 февраля 1945 года оно начало работу, а вместе с ним и музей. В здание за время блокады попало два артиллерийских снаряда и одна авиационная бомба, сотрудники и студенты занимались восстановлением. В 1947 году в музей начали возвращаться экспонаты из Эрмитажа, Русского музея, Академии художеств и других.
С 1980 года в здании начали проводить научную реставрацию, в 2008 году музею вернули имя барона Штиглица.

## Экстерьер

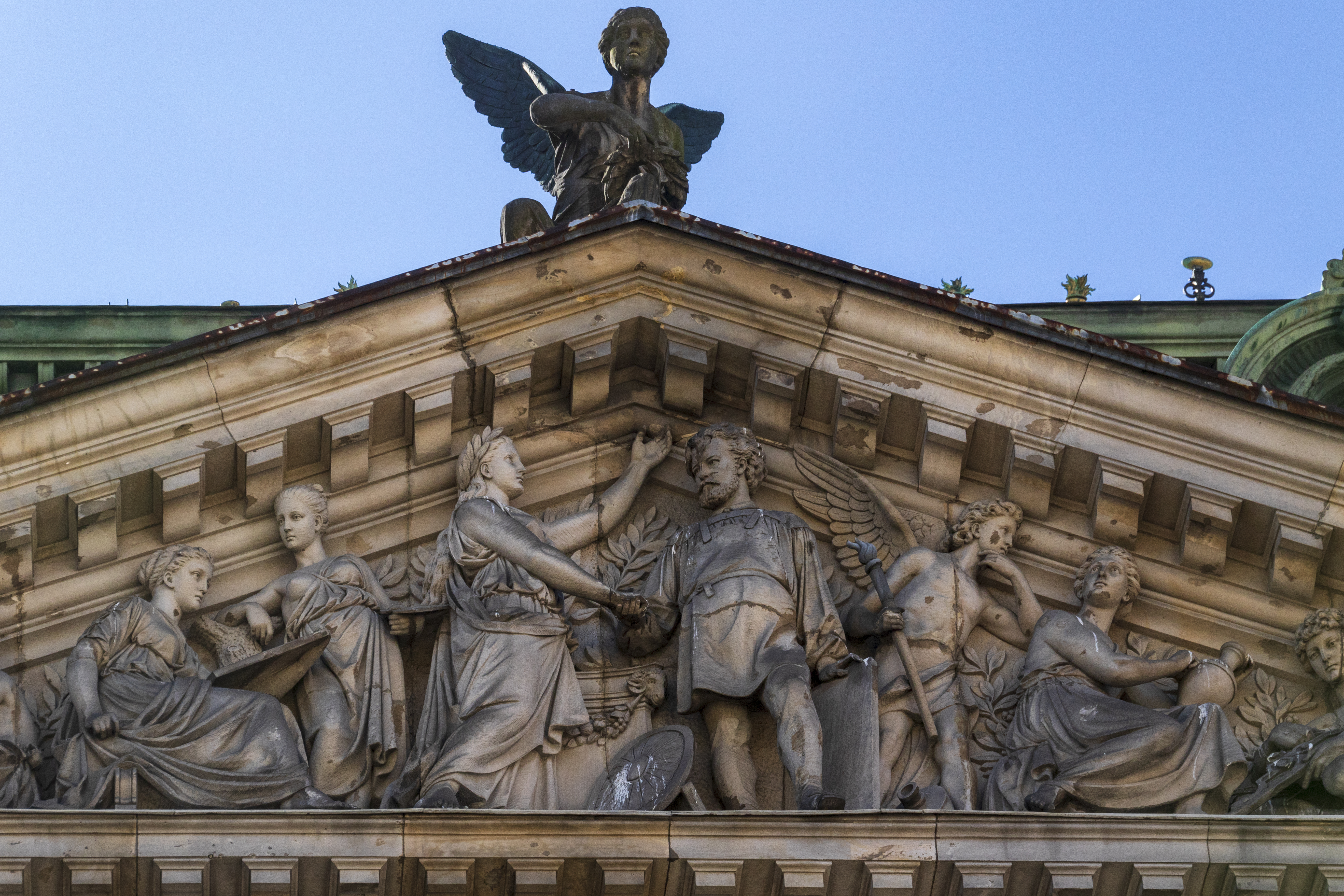
Фронтон с горельефом

Здание выставлено фасадом по красной линии. Участок для постройки был небольшим, с трёх сторон ограниченным более ранними постройками, что повлекло компактную застройку с двумя световыми двориками (они занимают 242 квадратных метра из общей площади в 3780 квадратных метров). Со стороны Фонтанки хорошо виден стеклянный купол над выставочным залом.
Во внешнем облике здания Месмахер использовал отдельные мотивы венецианской библиотеки Сан Марко (в частности, декоративные мотивы окон второго этажа) и Палаццо Корнер делла Ка’Гранда (в частности, оформление первого этажа), построенных в XVI веке Сансовино. В нишах боковых ризалитов, завершённых лучковыми фронтонами, стоят фигуры Афины Паллады, покровительницы искусства, и Гефеста, покровителя ремёсел, выполненные М. А. Чижовым в 1888—1889 годах; в советское время их толковали как реализацию идеи союза искусства и труда. Центр здания выделен ризалитом, завершающимся треугольным фронтоном, на котором находится горельеф с аллегориями живописи, скульптуры, архитектуры, прикладного искусства и, предположительно, истории искусства; горельеф выполнен А. Г. Бауманом в 1887—1888 годах. У художника с горельефа, атлетически сложенного бородатого человека в рабочем фартуке, портретные черты Месмахера.
Первый этаж рустован, массивен, у него забранные решётками арочные окна. Во втором этаже использован мотив сдвоенных окон с целью лучшей освещённости залов, простенки между ними украшены трёхчетвертными колоннами. В целом оконные проёмы здания пропорциональны высоте помещений, ритмичны.
Здание завершает антаблемент с архитравом, фризом и карнизом флорентийского типа и балюстрадой. На фризе изображены грифоны, которые держат цепи с мозаичными цветными вставками и медальонами, портретами и именами выдающихся деятелей художественного ремесла и прикладного искусства из разных стран и эпох; их сделал А. Г. Бауман. Изображены: Рафаэль Санти, Альбрехт Дюрер, Пинтуриккьо, Тадео и Редерино Цуккери, Жак Картуа, Деларош Поль, Лоренцо Гиберти, Лука делла Роббиа, Петер Фишер, Антонио Филарете, Андре Ленотр, Дюсерсо, Иоганн Бёттгер, Бернар Палисси и Джозайя Уэджвуд.

## Интерьеры
Вступая через главный вход в просторный Вестибюль, посетитель, привыкший к казарменной архитектуре большинства наших музеев, сразу чувствует себя здесь в непривычной обстановке: полированный гранит, мраморы, бронза, живопись — все это богатство в художественных сочетаниях поражает и ослепляет
На планировку здания также повлияло назначение отдельных помещений, продиктованное составом музейной коллекции, а характер использования помещений диктовал приёмы отделки. Всего в музее тридцать два зала. Использована замкнутая планировка с периметральным расположением залов, помещения симметрично расположены относительно оси через главный подъезд к Соляному переулку. 80 % залов — прямоугольные в два квадрата (согласно принципам А. Палладио), прочие — проходные. У интерьера крупный масштаб — крупное членение стен, кессонированные потолки с крупным рисунком, арки; но согласованность размеров перечисленных элементов с витринами, дверями, мебелью делают этот масштаб соразмерным человеку.
В основу систематизиации музея были заложены ранее не использовавшиеся в России принципы: прежде они собирались «по художникам», Месмахер же закладывал основы научного собирательства и систематизации декоративно-прикладного искусства, с демонстрацией истории «без имён».

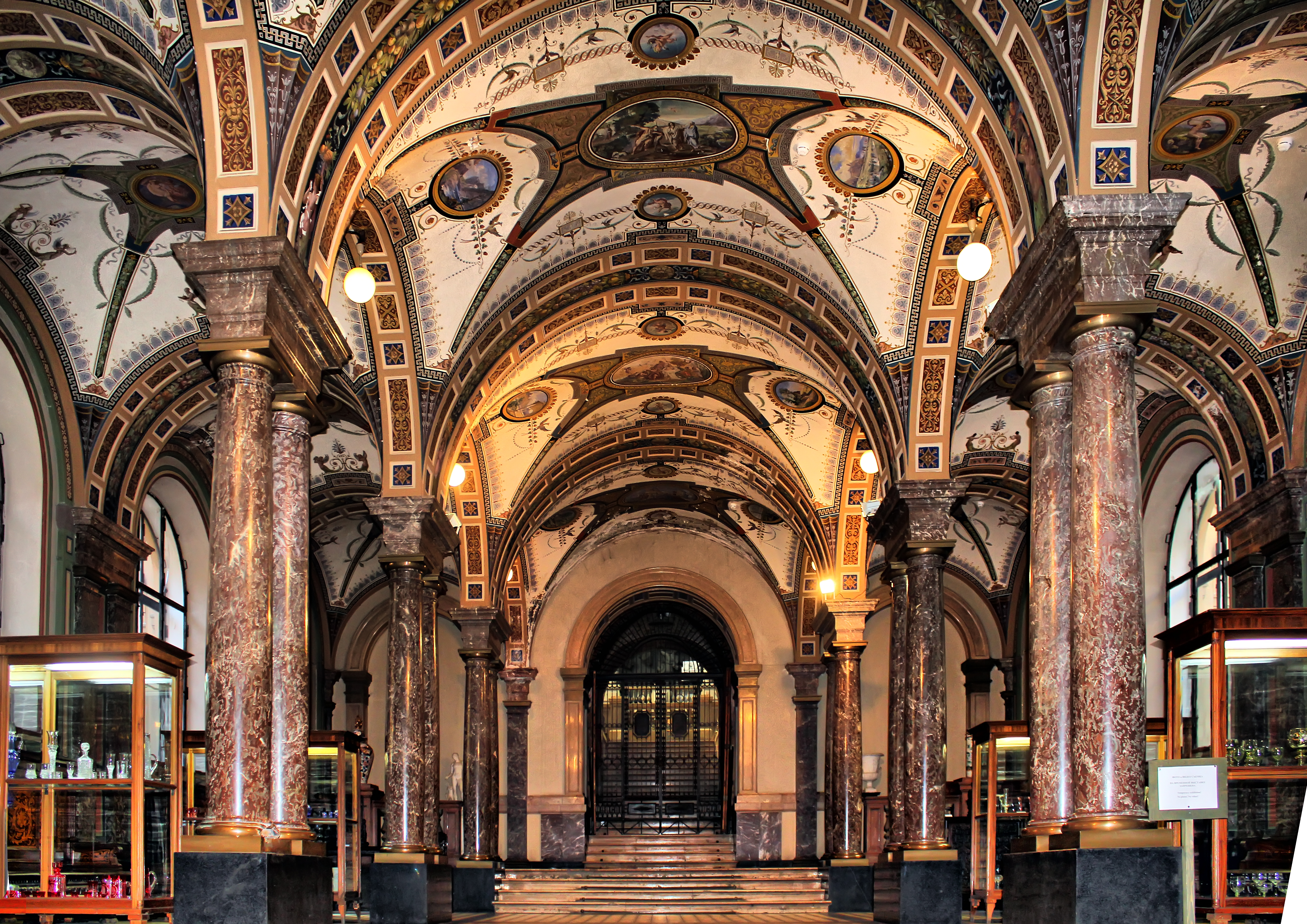
Вестибюль с расписаными сводами

На первом этаже после дубовых дверей и вестибюля с расписанными сводами были залы с предметами древнеримского, византийского, раннехристианского, готического, итальянского и древнерусского искусства, на втором — венецианский зал, залы фламандского, французского и английского искусства, зал и лоджии Рафаэля. В отделке музея участвовали студенты училища, они выполняли плафонную и стенную живопись, майоликовые изразцы и балясинки, вышивали портьеры и мастерили некоторые столярные филёнки, выполняли резьбу и выжигание. Дверные ручки были отлиты из бронзы, оконные решётки были сделаны ажурными, в отделке внутренних помещений использовались гранит, мрамор и бронза, декоративная живопись и тиснёная кожа. По задумке автора, здание служило самым большим в мире учебником по истории художественных стилей.
Также в целях воспитания художественного вкуса воспитанников училища и горожан в музее использовались витражи. По сторонам от главного вестибюля, в смежных с Готическим и Древне-Римским залом внутренних окнах, изначально стояли два старинных свинцово-паечных витража с росписью из коллекции музея. Обрамления были заказаны в 1893 году в немецкой мастерской Ф. К. Цеттлера. В левом окне было расписное стекло XIII века «Моисей со скрижалями» (теперь в коллекции Эрмитажа), а в правом было два не сохранившихся старинных фрагмента.
Одной из использованных оформительских новинок были «стеклянные» полы, семь световых проёмов в два ряда в помещении вдоль лицевого фасада на первом этаже, каждый из которых включал 5х5 пластин для освещения подвального помещения.

### Выставочный зал
Значительная часть здания — окружённый двухъярусными аркадами выставочный зал. Он освещён верхним светом через двойной стеклянный купол, площадь зала — 1196 квадратных метров, 34х17 метров, 22 метра в высоту. Способ освещения выбран исходя из того, что осмотр музея, по выводам Месмахера, происходит в дневное время). Конструкция металлического остеклённого покрытия была решена с использованием французской решётчатой стропильной фермы системы К. Полонсо, купол состоит из небольших квадратных стёкол, цветных и расписных (создающих ковровый орнамент из золотых звёзд), выполненных на мюнхенской фабрике Цеттлера в 1892 году (заказаны в 1891 году), вставленных в свинцовую оправу. Во время Второй мировой войны 3500 м² остекления купола было разрушено взрывной волной, каркас был восстановлен в 1947 году и остеклён бесцветным стеклом.
Зал подражает дворам итальянских дворцов эпохи Возрождения. Как и в других залах музея соблюдена форма в два квадрата.
Вы удивляетесь, почему я делаю статую Штиглица тогда, когда раз сказал, что я с мёртвых больше работать не буду. Но статуя — не бюст: в статуе я творю, а в бюсте — подражаю. То, что может недоставать в бюсте, в фигуре может быть дополнено чем-нибудь другим.
Аркады зала продолжаются столбами опор, украшенными четырьмя коринфскими колоннами. Антаблемент богато декорирован, между рельефами помещены портретов работавших в России художников, скульпторов и архитекторов: К. Росси, В. Баженова, А. Захарова, В. Сурикова, И. Репина, А. Иванова, А. Рублёва, М. Ломоносова, М. Козловского, Ф. Шубина, Ф. Щедрина, В. Демут-Малиновского, И. Мартоса, а также деятелей итальянского Возрождения — Леонардо да Винчи, Микеланджело, Рафаэля, Б. Челлини. Между медальонами были заделанные красивыми решётками вентиляционные отверстия (отопление и вентиляция училища была сделана по проекту С. Б. Лукашевича). В зал вписана двухмаршевая мраморная лестница, ведущая на галерею, на её верхней площадке расположена желтомраморная скульптура сидящего в крусле А. Л. Штиглица, выполненная М. М. Антокольским (в 1920-х годах была утрачена и была известна по гипсовой модели 1886 года из коллекции Русского музея, к 1980-м годам была обнаружена в новгородском краеведческом музее).
В полутени галерей на первом этаже размещались слепки с античных ваз и римские бюсты IV—III веков до н. э. На втором этаже аркад в витринах у стен располагалась коллекция с раскопок в Гиссарлыке из древней Трои (потом смененная другими экспозициями), а также ювелирные греческие изделия с раскопок в Керчи и Константинополе.
Предположительно, главный зал долгое время использовался для демонстрации коллекции шпалер и гобеленов. По продольной стене второго этажа стояли деревянные витрины выше человеческого роста, сделанные так, чтобы стёкла не отсвечивали; здесь же была ритмично расставлена мраморная скульптура.

### Первый этаж
На этаже есть проходная комната, стены и потолок которой расписаны гротесковым рисунком клеевыми красками, у её дверей — майоликовые наличники. Комната вела в примыкающую к Проходному залу прямоугольную Византийскую комнату, в которой был, в частностти, деревянный саркофаг из Керчи I века нашей эры с терракотовыми украшениями.

#### Зал древнерусского искусства

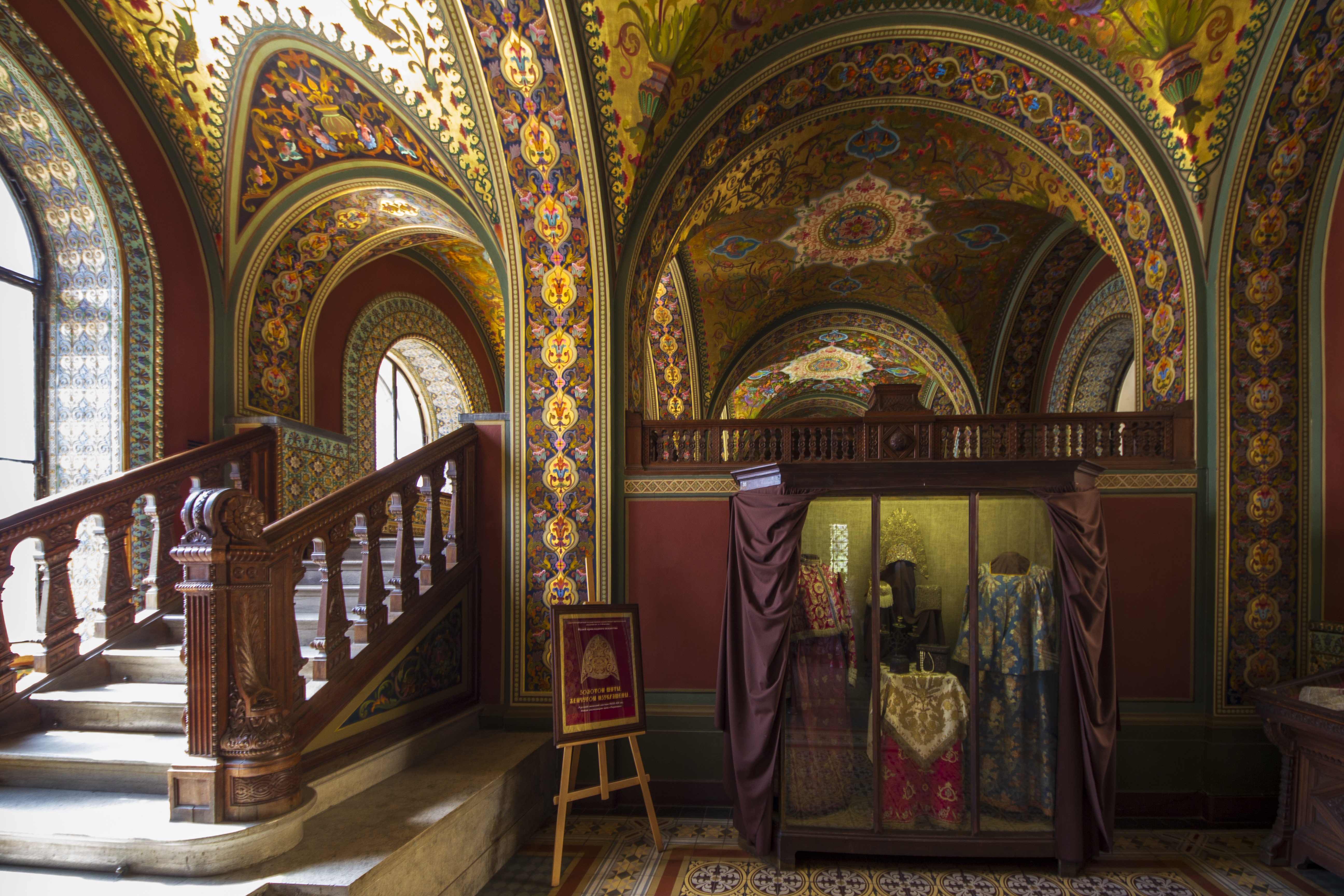
Современная роспись зала

Зал Теремок — подражание палатам московского Теремного дворца. Для создания ощущения тесноватого русского интерьера Месмахер приподнял в помещении пол и перекрыл его низким сомкнутым сводом с распалубками. Колонны, арки и своды были раскрашены «лазорием чудным, золотом охры и тёплой тьмой коричневых земель» (роспись не сохранилась, но по описаниям она была яркой, светлой, не пёстрой). В зале был красный угол с иконой Спасителя, вышитой пеленой и лампадой, стол и лавки-скамьи вдоль стен. Нижние части стен были набраны из ценинных образцов. В экспозицию входили иконы, оклады, образа, складни, кресты, шитые золотом, серебром и жемчугом ткани, ювелирные изделия — венцы, цаты, скань, цветные эмали, расположенные вдоль стен в стеклянных витринах.

#### Египетский зал
Среди экспонатов зала — скульптуры из глины, фаянса, бронзы, в том числе кошка XIII—XI веков до нашей эры, фигурки ушебти, амулеты, Птах, хранилась часть деревянного женского саркофага с цветным рельефом (сейчас в экспозиции Эрмитажа), плакетки с изображением скарабея.

#### Готический зал
Среди экспонатов — немецкие деревянные статуи двенадцати апостолов, копия скульптуры Мадонны из Собора Парижской богоматери, скульптура лежащего рыцаря, изваяния святых Екатерины, Варвары, Маргариты и Вероники, французские лиможские эмали (навершия посохов, реликварии, оклады переплётов), различная утварь со слоновой костью (ларцы для драгоценностей, коробочки для зеркал и пр.), серебряные тарелочки (вероятно, для пряностей) с прозрачной эмалью, собрание древних книг, деревянные резные ларцы, изделия из кожи. В окнах зала были цветные стёкла, на торцах висели ковры и завесы, в том числе «Мадонна, архангел Михаил и святой» (Германия, 1477 год). В простенках стояли готические шкафы, комоды, сундуки и кресла.

#### Зал Медичи
В зале расположено четыре плафона с изображениями деятелей, связанных с династией Медичи — Козимо Медичи (рядом с этим медальоном венком выписаны имена Гиберти, Росселино, Десида Сэттиньяно, Мино да Фьезоле, Бенедетто да Майано, Ровессано, Цивиттали, Антонио Федерико, Андреа Сансовино, Аллесандро Леонарода, Андреа Риччо), папа Лев X, Леонардо Лоредан и Федерико Урбино (неизвестно, имелся ли в виду некий человек, носивший это имя от рождения, или помощник Микеланджело Франческо ди Бернардино д’Амадоре да Кастельдуранте, бравший себе это имя в качестве псевдонима). Из вестибюля в зал ведёт мраморная лестница, после которой стоит скульптура Гермеса. В зале стояло четыре деревянные витрины с плакетками на сюжеты христианской и античной мифологии, включая плакетки Модерно и Петера Флётнера, Ганса Ямнитцера.

#### Зал печей

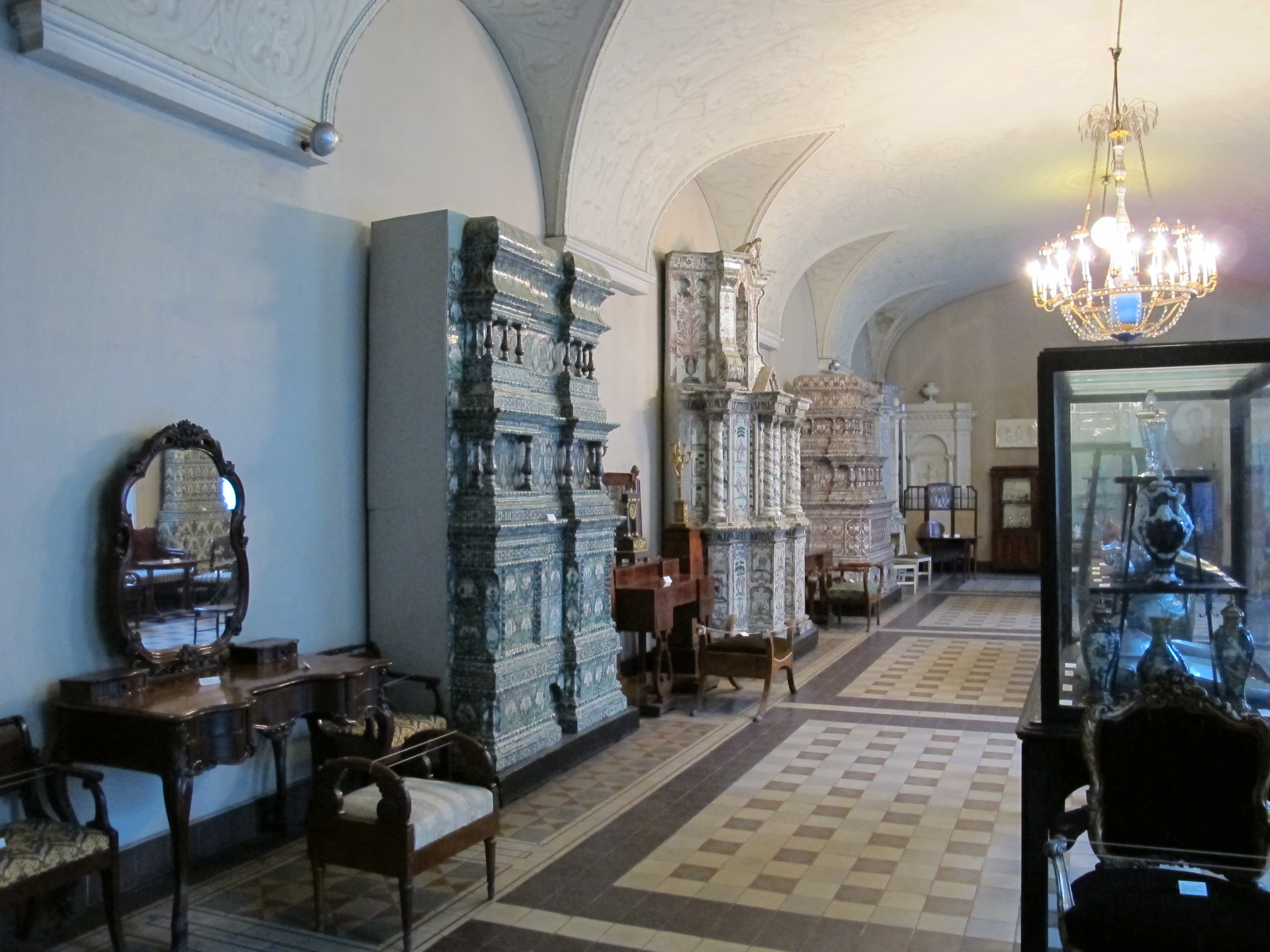
Печи зала

В зале было собрано пятнадцать русских изразцовых печей XVII—XIX веков. Сначала они выставлялись в Выставочном зале, потом на подиумах на роликах переехали в помещение с выходом во двор. Одна из печей — из дома архиерея Владимирского и Суздальского, её высота — три с лишним метров, в ней пять ярусов, она облицована полихромными расписными изразцами с изречениями. Ярусы разделены карнизами с полочками из кафлей. Другая печь — из Торопца Псковской губернии, у неё полихромная орнаментальная роспись эмалями. Другая печь из Калуги — с влиянием стиля барокко (косвенно на подобные изразцы повлиял Растрелли, который, создавая Анненгоф, заказывал калужские изразцы по собственным рисункам). Три печи были переданы в музей из дворцов Петербурга, у одной из них на печном зеркале изображены Флора и Клио. В витринах зала была выставлена коллекция моделей немецких фаянсовых печей.

### Второй этаж
На второй этаж ведёт широкая боковая лестница, объединяющая музей с училищем. В её арочных проёмах — живописное панно П. И. Долгова, на котором изображён римский собор Святого Петра.
Среди прочих залов на втором этаже был зал, не предназначенный для экспозиций — зал совета училища. По периметру зала шла дубовая скамья со спинкой из прямоугольных филёнок с разным орнаментом, отделённых друг от друга каннелированными пилястрами. На стенах было четыре фламандские шпалеры XVI века с аллегориями времён года, над которыми шёл скульптурный фриз с именами художников и скульпторов Возрождения (этот мотив встречается здесь, на фасаде и во внутренних двориках). Кессонированный плафон был заполнен лепкой Милкина, у парадной двери — портал из светлого мрамора, сверху картуш, в котором в лепном орнаменте был бюст Александра III работы А. И. Лапина. Зал подражает залу Совета во Дворце дожей и залу в палаццо Дукале.

#### Залы Франции

##### Зал Генриха II

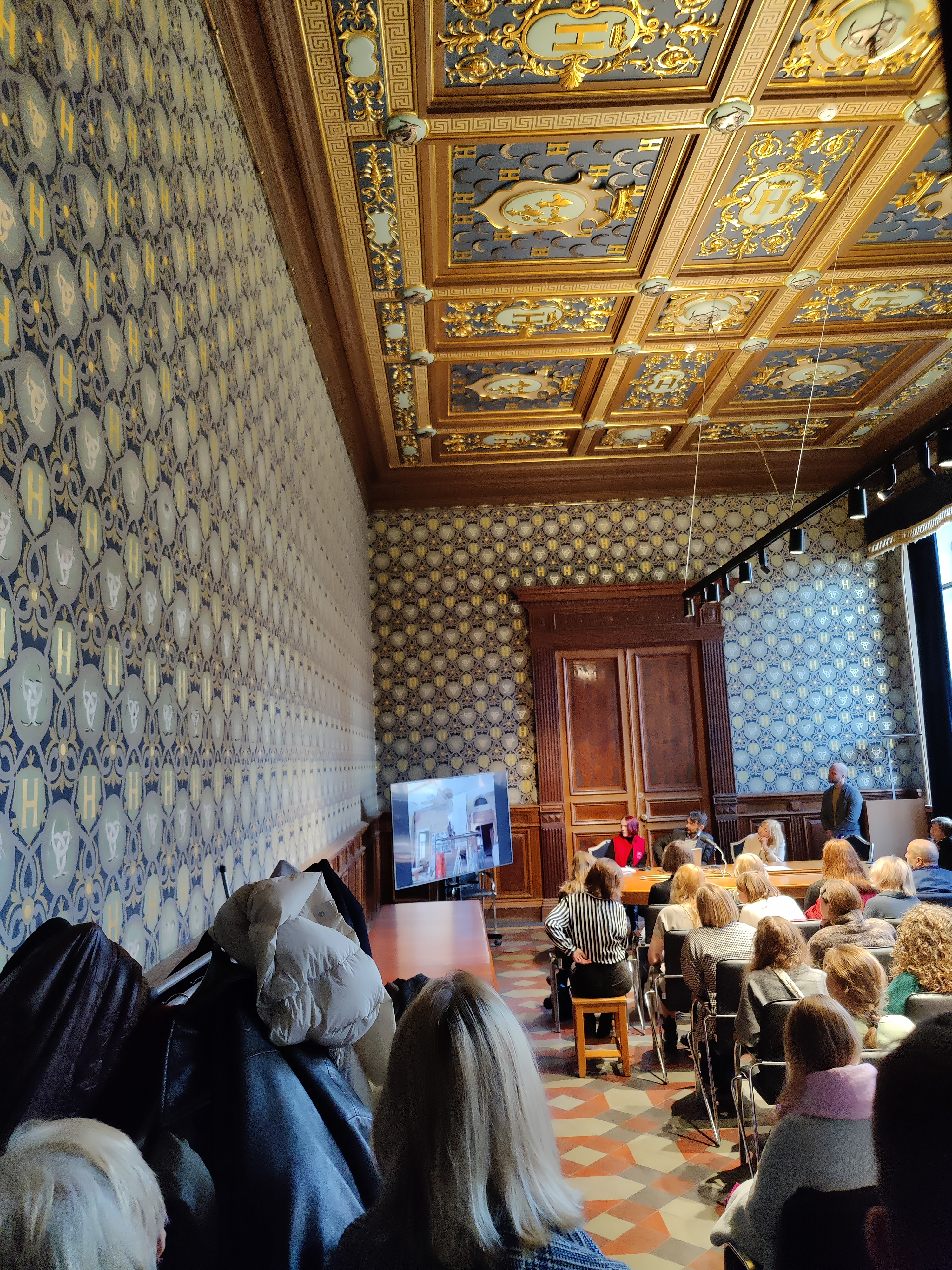
Зал Генриха II

Коллекция и архитектура зала посвящены французскому Возрождению. Стены зала расчленены на два яруса. Первый покрыт резными деревянными филенками, остальная часть обтянута тёмно-синим бархатом, на котором висели королевские щиты с гербом Генриха II. В центре зала стоял мраморный камин, украшенный на консолях маскаронами, с живописными вставками. Также зал был украшен гобеленами с гротесками на мифологические темы. На камине были выставлены фаянсовые сосуды с гербом или монограммой Генриха II и гербом Дианы де Пуатье; их делали в замке Уарон в Пуату и никогда не продавали, только дарили. Также в зале выставлялся голландский, персидский, мавританский и испанский фаянс XVI века. Отделку потолка выполнил выпускник училища Милкин (имя и отчество неизвестны), на дубовых глубоких кессонах представлен герб короля.

##### Зал Людовика XIV
Для оформления стен была использована серия гобеленов «Месяцы, или Королевские залы» («Май. Сен-Жермен. Король с дамами на прогулке», «Сентябрь. Шамбор. Кортеж короля», «Октябрь. Тюильри. Прогулка короля»). В витринах размещался севрский и мейсенский фарфор, а также коллекция напольных, настольных и карманных часов. Среди экспонатов зала были предметы мебели мастера Андре Буля, черепаховый столик в технике пике, камин в технике гальванопластики в обрамлении пёстрого мрамора и с большим зеркалом, в центре зала стояла модель памятника «королю-солнцу» Людовику XIV и бюст Марии Антуанетты 1775 года.

##### Комната Людовика XIII
Перекрытие — покрытые росписью балки, подобная конструкция была в Рыцарском зале и Малой столовой в Шато де Шеверни. Стены были обшиты деревянными панелями, на них была роспись, арабесковый орнамент. Над дверями были живописные вставки в медальонах, окружённые орнаментальным рисунком. В зале было представлено несколько предметов мебели эпохи.

#### Залы Италии

##### Венецианский зал
Зал был отделан в стиле позднего итальянского возрождения, на его живописном плафоне, окружённом волнообразными золочёными деталями, изображены небо с облаками, в стены были вделаны пять картин Джованни Баттиста Тьеполо) (теперь в экспозиции Эрмитажа) — «Квинт Фабий Максим в Сенате Карфагена», «Кориолан под стенами Рима», «Муций Сцевола в лагере Порсенны», «Призвание Цинцинната к власти диктатора» и «Триумф императора»; все эти картины были созданы в 1725 году для дворца Дионисио Дольфино. Зал был самым просторных, не считая Выставочного, на втором этаже, отделка напоминала отделку библиотеки Дворца венецианских дожей. Шесть окон смотрит в световые дворики. Над дверями и окнами — золочёные лепные картуши. Портал парадной двери на фоне белоснежной стены был украшен тремя аллегориями искусства, исполненными А. И. Лапиным по моделям А. Г. Баумана, также дверь была украшена бронзовыми фигурами Христа и Иоанна Крестителя работы Джованни да Болоньи. В зале было девять витрин из красного дерева и четыре дубовые, в трёх из них был дельфтский фарфор. Среди экспонатов была и мебель — комод Шарля Крессана, комод Буля, копия цилиндрического бюро в стиле рококо работы Жана-Франсуа Эбена и Жана-Анри Ризенера, кресло работы Жоржа и Анри Жакоба, секретер Ризенера, резной сундук XVI века с гербом Медичи. В стеклянных витринах у стен стояли образцы декоративно-прикладного искусства Италии и Франции.

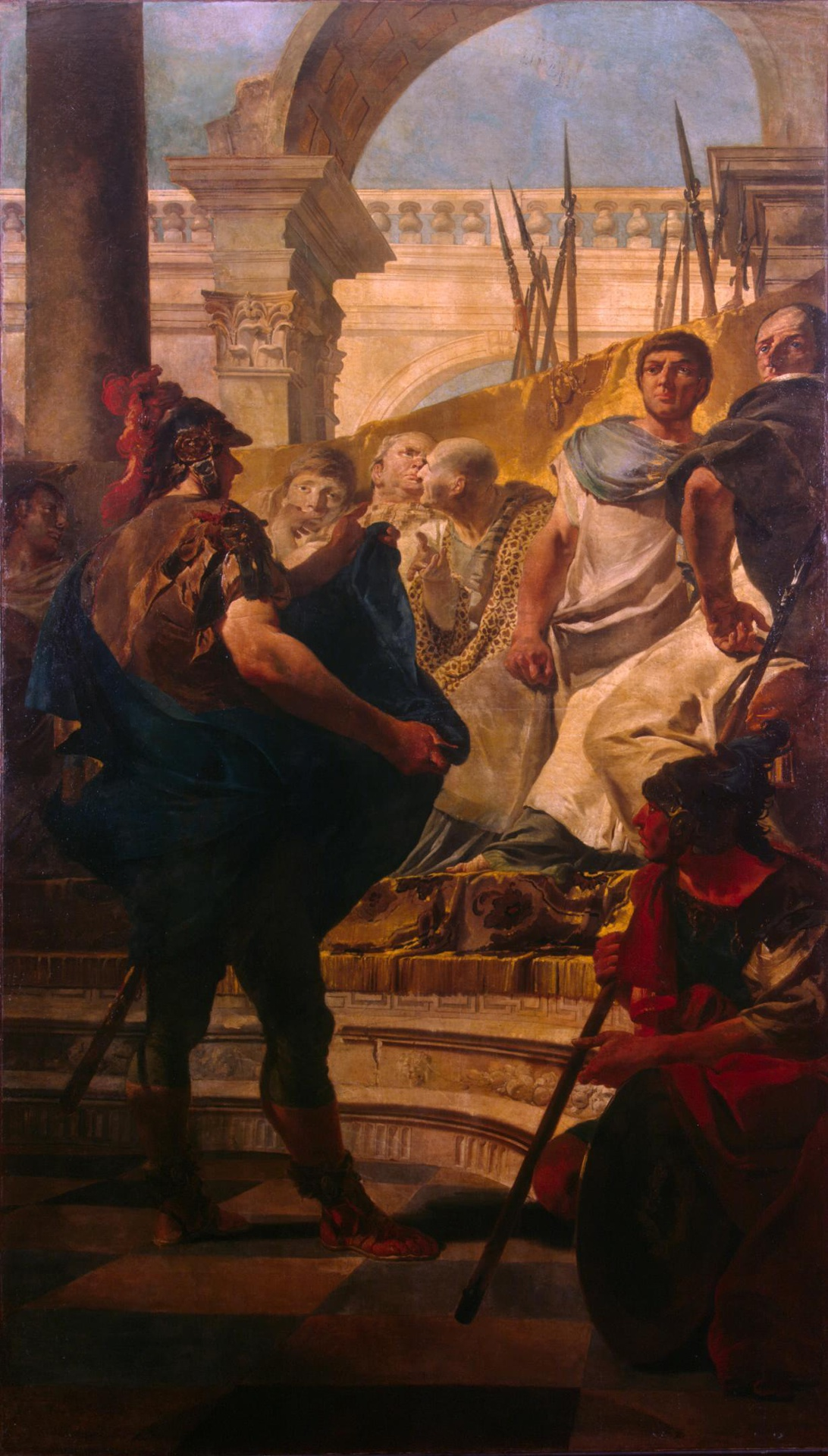
Квинт Фабий Максим в Сенате Карфагена.
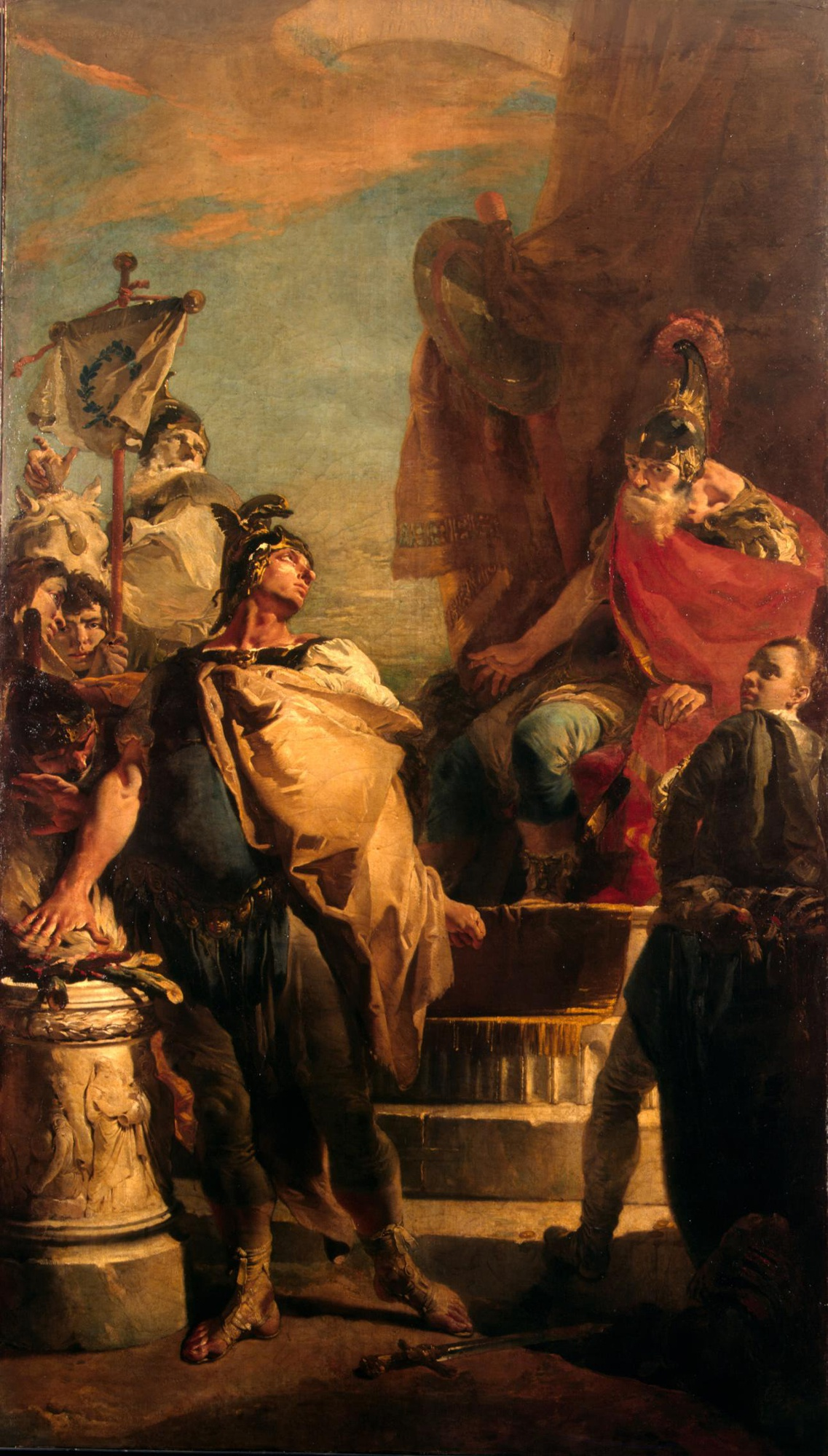
Муций Сцевола в лагере Порсенны.
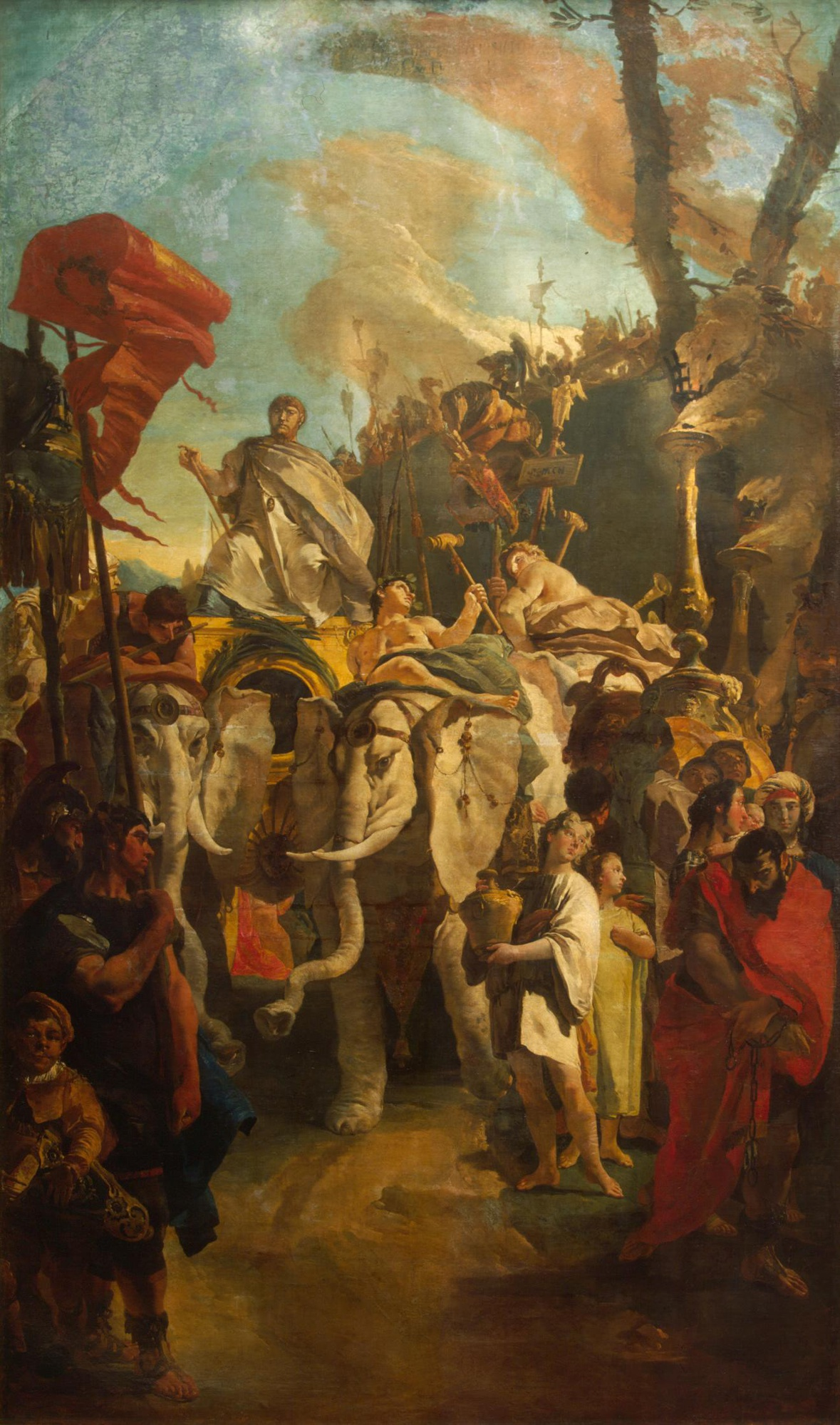
Триумф императора.
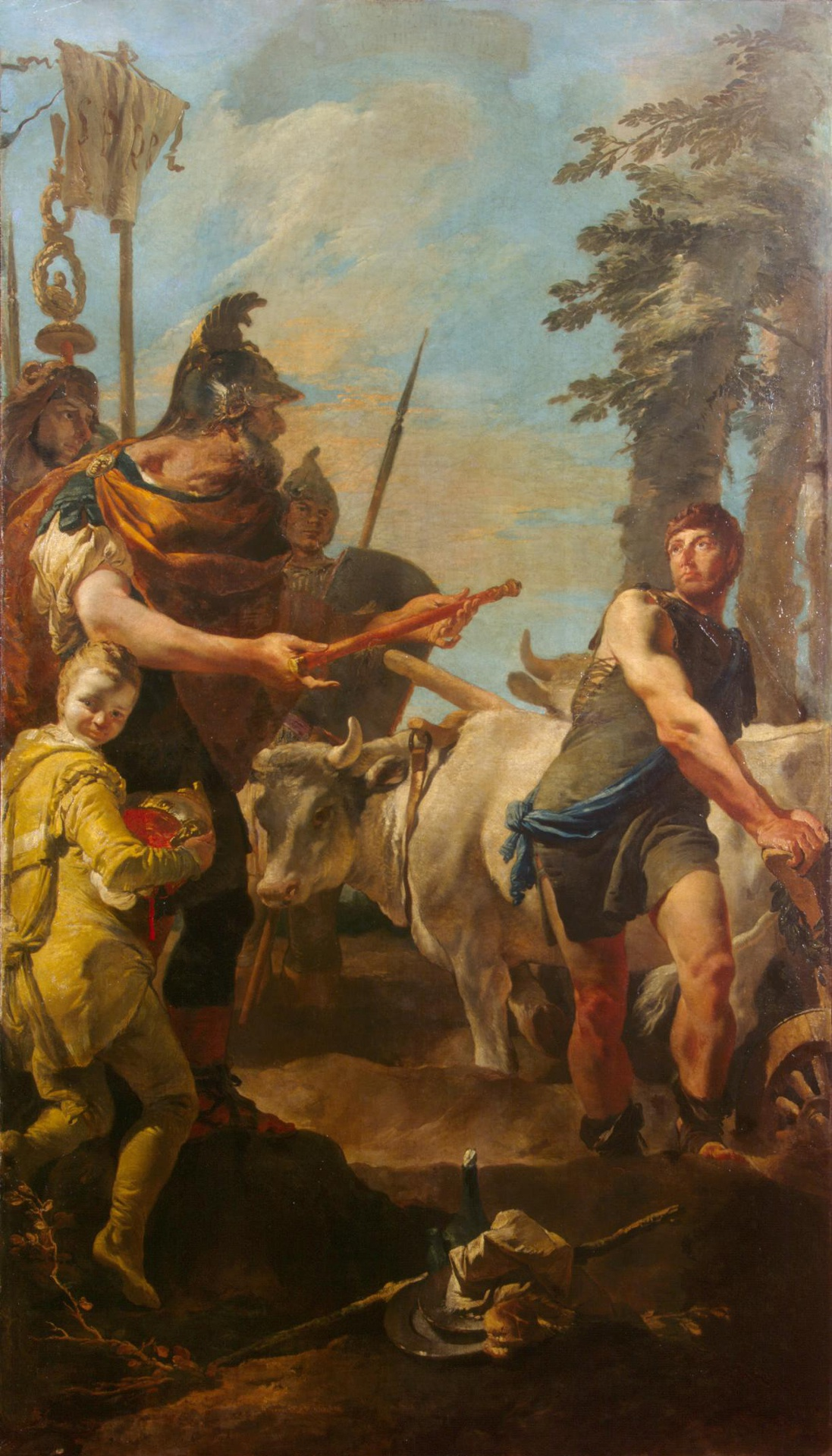
Призвание Цинцинната к власти диктатора.
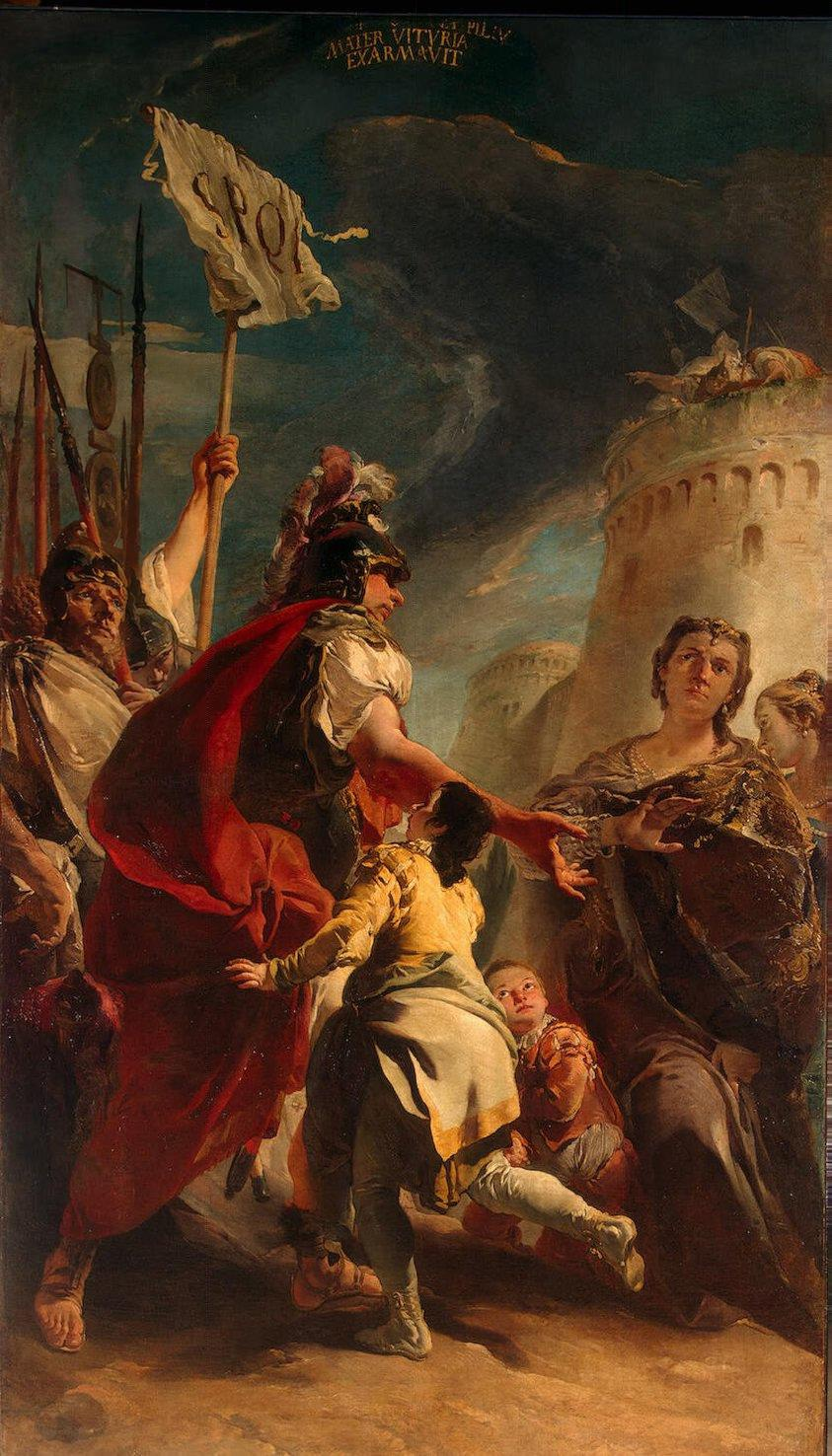
Кориолан под стенами Рима.

##### Лоджии Рафаэля

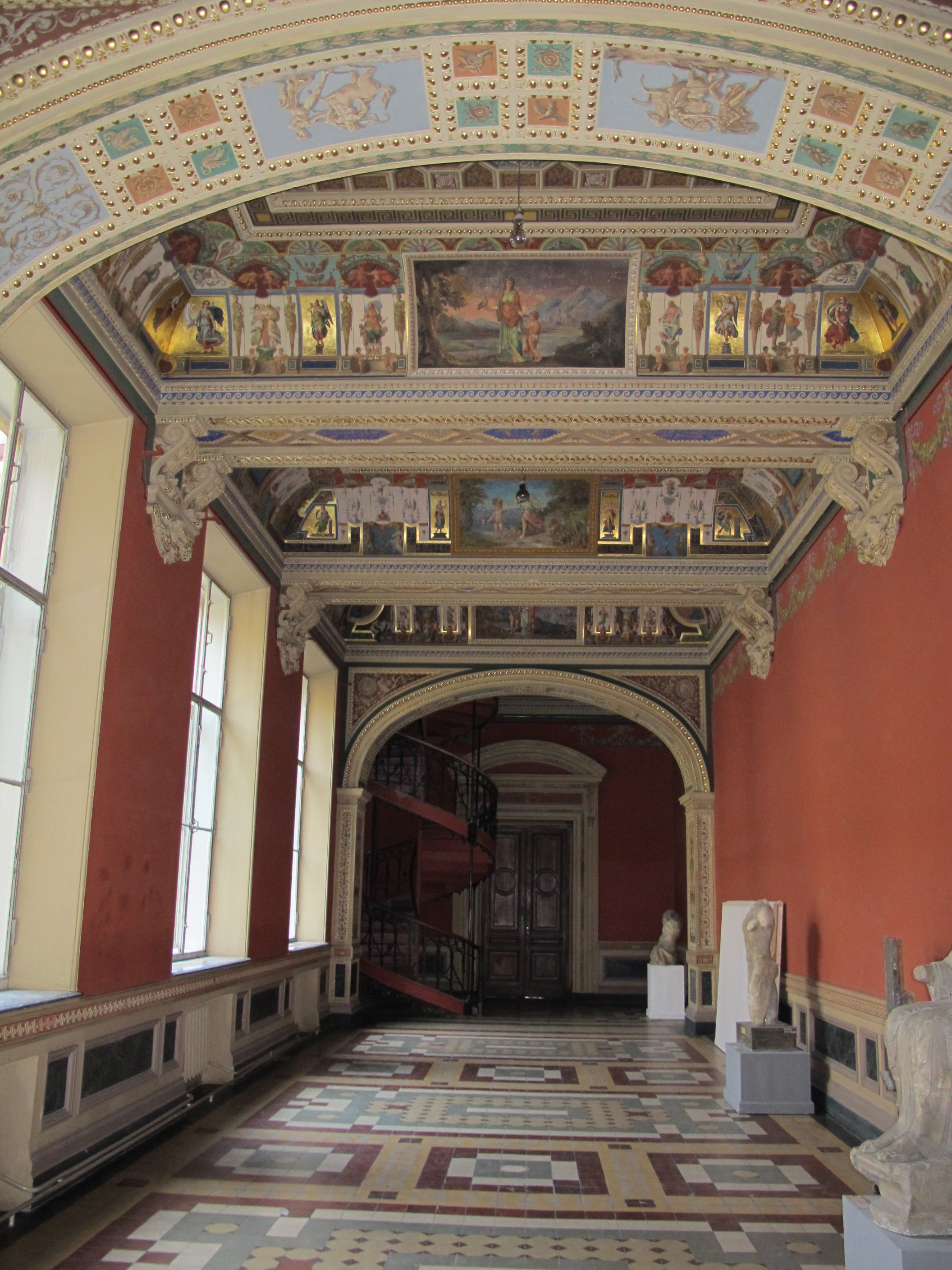
Вид росписей

Три небольших зала с выходом во дворик посвящены сказочной орнаментике. Оригинальные лоджии были заказаны для Ватиканского дворца в начале XVI века. Росписи Рафаэля в лоджиях училища были повторены Н. Блиновым и М. Салтыковым. Орнаментам вторили фламандские и французские шпалеры, «Юноши, бросающие зёрна голубям и розы свиньям», шпалера «Голгофа» (возможно, изготовлена одним из сыновей Паскье Гранье), алтарная завеса «Распятие с предстоящими Марией и Иоанном и ангелами с орудиями страстей» (шпалеры-мильфлёры, с 1923 года в собрании Эрмитажа).

##### Зал Фарнезе
Прообраз декора зала — отделка дворца кардинала Александра Фарнезе в Пьяченце. Глубокие кессоны потолка вызолочены, центральная восьмиугольная розетка заполнена цветочным орнаментом. На торцовой стене — широкая кессонированная арка, стены покрыты золочёной кожей, на этом фоне были размещены беломраморные рельефы, созданные скульптором Ломбарди. В параллельных окнам витринах стояли сосуды из горного хрусталя с золотыми ободками и узорами из эмали, табакерки и шкатулки, кувшины из венецианского стекла с венецианской нитью.

#### Елизаветинский зал
Зал был посвящён английскому искусству, у него было восемь выходивших на Соляной переулок окон. Светлый потолок был вызолочен, у плафона был лёгкий, изящный орнамент. Несмотря на общую тему зала, именно здесь лежали рисунки фламандца Питера Пауля Рубенса, французов Жана-Антуана Ватто, Франсуа Буше и итальянца Жюста-Ореля Мейссонье (ныне в экспозиции Эрмитажа). В зале были экспонаты, связанные с английским стеклоделием и часы Джеймса Кокса.

#### Фламандский зал
Зал был отделан в стиле фламандцев XVI—XVII веков, в нём висели аллегорические гобелены XVII века, была использована богатая резьба. Стены были затянуты кожей с тиснёным золотым узором, на потолке — глубокие профилированные кессоны. В оформлении сочетались цветные и золотые нити шпалер. Среди экспонатов было тонкое кружево и художественное стекло. Директор Берлинского музея, посещавший Санкт-Петербург в 1886 году, восхищался залом и запрашивал у Месмахера рисунки его интерьера.